# A.S.D. Francavilla
ASD Francavilla, thường được gọi là Francavilla, là một câu lạc bộ bóng đá Ý có trụ sở tại Francavilla al Mare, Abruzzo.

## Lịch sử
Câu lạc bộ được thành lập vào năm 1927 với tên gọi U.S. Francavilla, và đổi tên thành S.S. Francavilla vào năm 1946. Vào cuối những năm 1970, sau hai năm ở Serie D, đội bóng đã đến Serie C1, giải bóng đá cao thứ ba của Ý.
Francavilla đã chơi ở C1 (Lega Pro hiện tại) trong 7 mùa, từ 1980 đến 1990. Năm 1984, đội đã giành được Cup Anh-Ý, trong cấp độ Bán chuyên nghiệp, đánh bại Fisher Athletic và Teramo.
Sau một thập kỷ trong bóng đá chuyên nghiệp, câu lạc bộ đã xuống hạng ở các giải đấu trong khu vực, như Eccellenza và Promozione. Bắt đầu từ mùa giải 2001-02, đội luôn chơi ở Eccellenza Abruzzo.

## Màu sắc và huy hiệu
Màu sắc chính của đội là vàng và đỏ.

## Danh dự
Cúp Anh-Ý (cấp độ bán chuyên nghiệp)
- Vô địch (1): 1984 [1]

## Cựu cầu thủ
- liên_kết=|viền Sergio Magistrelli (1983-1984)
- liên_kết=|viền Bruno Nobili (1982-1985)